# Федерация хоккея Республики Беларусь
Федерация хоккея Республики Беларусь (бел. Федэрацыя хакея Рэспублікі Беларусь) — организация, занимающаяся проведением на территории Беларуси соревнований по хоккею с шайбой. Является правопреемником Федерации хоккея Белорусской ССР, основанной в 1959 году. Основана 6 марта 1992 года, член ИИХФ с 6 мая 1992 года. С 8 октября 2021 года Председателем является Александр Богданович.
Федерация проводит Открытый (международный) чемпионат Беларуси. В структуру чемпионата входит экстралига профессиональных хоккейных команд, высшая лига, в которой играют фарм-клубы команд экстралиги, юниорская лига, а также первенства юношеской лиги в семи возрастных группах. Помимо белорусских команд в чемпионате участвуют коллективы из Латвии и Украины, а в юниорских и юношеских первенствах также из Литвы.
12 марта 2015 года в Минске состоялась внеочередная конференция федерации, на которой был принят предварительный вариант обновленного логотипа. В логотипе использованы элементы национального орнамента, а также изображения двух скрещенных клюшек и шайбы. 28 апреля 2015 года Исполнительный комитет федерации утвердил новый логотип, что стало первым шагом в рамках общего ребрендинга.

## Председатели Президиума Федерации хоккея Белорусской ССР
- Прудников (1959—1961)
- Анкуда Евгений Кириллович (1961—1992)

## Председатели Федерации хоккея Республики Беларусь
- Анкуда Евгений Кириллович (6 марта 1992 года — 14 сентября 1993 года);
- Контарович Лев Яковлевич (14 сентября 1993 года — 2 декабря 1997 года);
- Бородич Юрий Фёдорович (2 декабря 1997 года — 27 ноября 2001 года);
- Наумов Владимир Владимирович (27 ноября 2001 года — 21 января 2010 года);
- Швабовский Владимир Иосифович (и. о., 21 января 2010 года — 18 марта 2010 года);
- Ворсин Евгений Николаевич[бел.] (18 марта 2010 года — 22 октября 2014 года);
- Рачковский Игорь Анатольевич (22 октября 2014 года — 20 мая 2017 года);
- Шапиро Семён Борисович (20 мая 2017 года — 28 июня 2018 года);
- Савилов, Геннадий Геннадьевич (28 июня 2018 — 26 августа 2020 года);
- Басков, Дмитрий Юрьевич (9 сентября 2020 — 10 сентября 2021 года);
- Богданович, Александр Викторович (с 8 октября 2021)[5].

8 сентября 2021 года IIHF дисквалифицировала председателя федерации хоккея Дмитрия Баскова на 5 лет: по результатам десятимесячного расследования было установлено, что он дискриминировал атлетов и угрожал им за их политические взгляды.

### Почетный председатель ФХРБ
- Наумов Владимир Владимирович